# Нибелунги

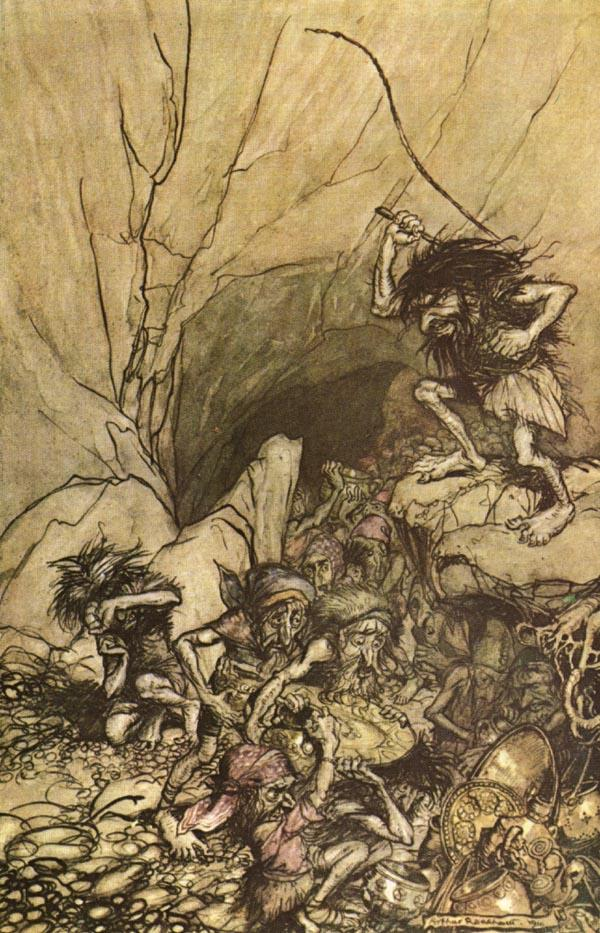
Альберих и другие нибелунги отдают Зигфриду сокровища. Рис. Артура Рэкхема к «Песни о нибелунгах»

Нибелу́нги (нем. Nibelungen, по-скандинавски Niflungar, «дети тумана») — некий мифический древний род карликов,   владетелей и хранителей древних сокровищ на землях по реке Рейн.

## История
По преданию, бургундская королевская династия, жившая в городе Вормсе на левом берегу Рейна, присвоила сокровища местных мифических существ, а вместе с ними и прозвище «Нибелунги».

## В культуре
- Сказочное богатство бургундской династии Нибелунгов породило множество мифов и легенд, включая знаменитый немецкий эпос «Песнь о Нибелунгах».
- Позднее  сказания о нибелунгах дали почву для создания Рихардом Вагнером цикла опер «Кольцо нибелунга» («Золото Рейна», «Валькирия», «Зигфрид» и «Гибель богов»), а также для целого ряда фильмов.